# Léon Daum
Pour les articles homonymes, voir Daum.
Léon Daum, né à Nancy le 21 mars 1887 et mort à Paris le 28 mai 1966, est un un ingénieur au corps des mines, entrepreneur et homme d'État français. Il a été membre de la Haute Autorité de la Communauté européenne du charbon et de l'acier de 1952 à 1959 et a également dirigé et administré de nombreuses sociétés métallurgiques, ainsi que la cristallerie Daum fondée par son grand-père. 

## Biographie

### Famille
Le grand-père de Léon Daum, Jean Daum (1825-1885), est notaire à Bitche, puis s'établit à Nancy en 1871. Jean Daum devient maître verrier en 1876 et rachète la cristallerie de Nancy en 1878. Les parents de Léon Daum sont Auguste Daum (1853-1909) et Jeanne Constantin (1858-1921).
Léon Daum épouse en 1913 Jeanne Poincaré (1887-1974), fille du mathématicien Henri Poincaré, le cousin du président. Ils n'ont pas d'enfants. Il est également le cousin de Marcel Froissart. Le frère aîné de Léon, Jean Daum, meurt à Verdun en 1916. Après son père Auguste et son oncle Antonin, ses deux autres frères Paul et Henri, ainsi que son neveu Jacques et son cousin Michel ont tous quatre dirigé la cristallerie familiale. Il a lui-même été président du conseil de surveillance des verreries Daum de 1925 à 1966.  Sa sœur Louise a épousé Louis Sencert.

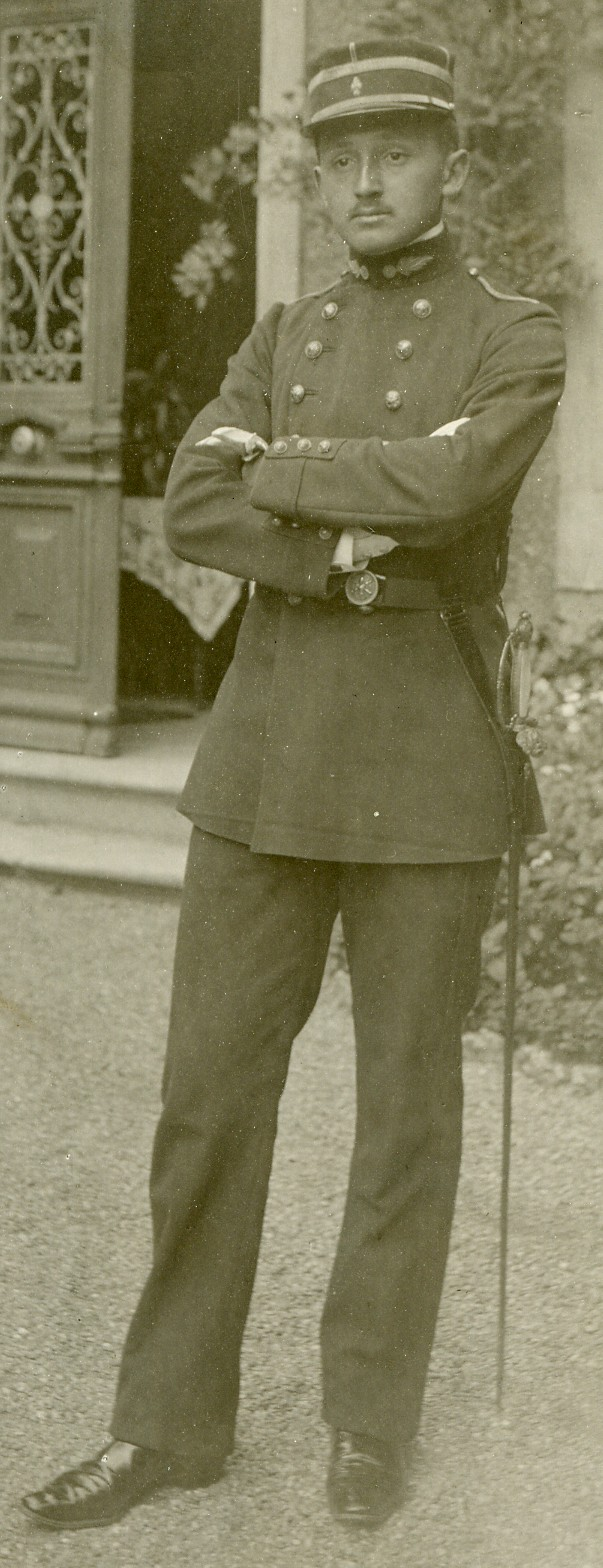
Leon Daum en polytechnicien.

### Jeunesse
Léon Daum naît le 21 mars 1887 à Nancy. Il étudie au Lycée de Nancy, puis à l'École polytechnique de 1905 à 1907, où il est major d'entrée et de sortie de sa promotion qui comptait 168 élèves, et à l'École des mines de Paris, pour sa formation d'ingénieur-élève du Corps des mines. Dans ce cadre, il est envoyé en mission pour un voyage d'études aux États-Unis et au Canada de juillet à octobre 1911. Ayant terminé sa formation, il est affecté, cette même année, à la direction du services des mines de l'arrondissement de Douai. À la suite de la catastrophe de la Clarence qui a lieu le 3 septembre 1912, Léon Daum est cité à l'ordre du Corps des mines pour son courage, sa dévotion et sa sagacité technique dans l'assistance qu'il a apportée aux victimes.

### Administrateur industriel
De décembre 1913 à juillet 1914, Léon Daum dirige le service des mines de Rabat au Maroc. Pendant la Première Guerre mondiale, il est capitaine d'artillerie dans le cinquième régiment d'artillerie lourde et officier observateur dans l'aviation de 1914 à 1917, sans toutefois prendre part directement aux combats. Il retourne ensuite au Maroc de novembre 1917 à décembre 1918. En janvier 1919, il est nommé chef du département de contrôle des mines de la Sarre, alors sous occupation française. En janvier 1920, il devient directeur du personnel des mines de la Sarre, puis, en janvier 1921, ingénieur en chef. En 1923, il participe à la Mission inter-alliée de contrôle des usines et des mines (MICUM) pendant l'occupation de la Ruhr.
Entre-temps, il avait été nommé ingénieur en chef de la Compagnie des forges et aciéries de la marine et d'Homécourt en mai 1921,. Il en devient le directeur général adjoint en avril 1925, puis le directeur général en 1927. En mai 1929, il est mis en congé du Corps des mines. Entre 1930 et 1939, Marine-Homécourt souffre de la récession économique, des grèves et de l'inondation de la mine d'Homécourt. Lorsqu'il est en poste à Homécourt, Daum est également directeur des hauts-fourneaux de Givors, des Aciéries de Dilling et du Crédit national.
Léon Daum est l'un des leaders du Comité des forges, l'association des aciéristes français. Sous le régime de Vichy, le Comité des forges est dissout par décret le 9 novembre 1940,. Il est remplacé par le Comité d'organisation de la sidérurgie (CORSID),. Léon Daum est le seul membre du Comité des forges à avoir également siégé au CORSID,. Il y a représenté l'industrie du fer et de l'acier du Centre-Midi. Il fait partie du CORSID de 1940 à 1945. Il est désigné en 1941 membre du Conseil national. Il n'a pas été inquiété à la Libération.

### Après-guerre

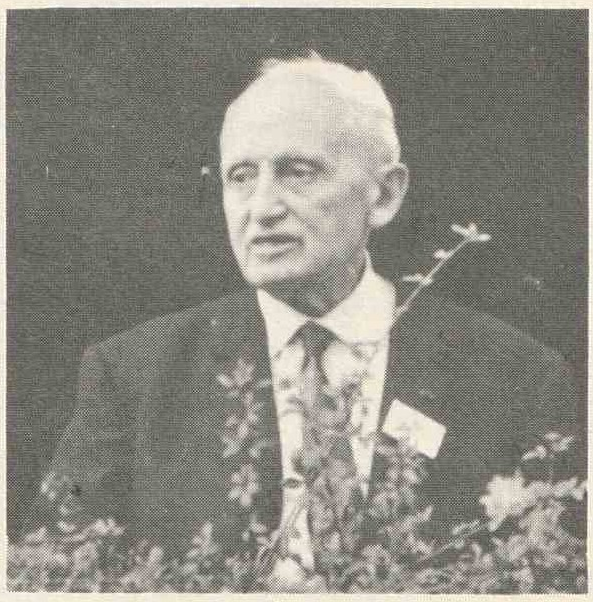
Léon Daum faisant un discours devant les descendants de la famille Daum le 12 septembre 1964

Après la Libération de la France, Léon Daum est nommé président de l'entreprise Rombas. Il est également l'un des fondateurs, en 1945, de l'Association des cadres dirigeants de l'industrie (ACADI). En 1948, il est l'un des membres de la délégation française au comité de l'acier de l'Organisation pour la coopération économique. Il dirige ensuite ce comité. En 1948, il promeut la création de la Sollac, facilite la création de Sidelor et prépare la fusion de Marine-Homécourt avec les Aciéries de Saint-Étienne. En 1949, il est nommé vice-président et vice-directeur général de Marine-Homécourt. Il démissionne lorsque Théodore Laurent, alors âgé de 90 ans et à qui il devait succéder, est réélu pour un nouveau mandat de six ans à la tête de Marine-Homécourt.
À la demande de Robert Schuman, Léon Daum accepte d'être membre de la Haute Autorité de la Communauté européenne du charbon et de l'acier (CECA) dès la création de cette dernière en 1952,. Il reste à ce poste jusqu'en 1959,. On s'attendait à ce qu'il soit un représentant efficace des intérêts industriels français, mais il s'en est rapidement détaché pour adopter une vision à long terme et s'est attiré les plaintes des associations d'aciéries.
Du 10 août 1952 au 3 juin 1955, sous la présidence de Jean Monnet, il dirige le groupe de la CECA dédié aux finances, aux investissements et à la production. Il est également membre du groupe de politique à long terme, du groupe des marchés, accords et transports et du groupe presse et informations. Du 3 juin 1955 au 13 janvier 1958, sous la présidence de René Mayer, il dirige le groupe sur les problèmes industriels et les finances et est membre du groupe objectifs généraux et à la politique à long terme, du groupe marchés, accords et transports et au groupe presse et informations. Du 13 janvier 1958 au 14 septembre 1959, sous la présidence de Paul Finet, il dirige le groupe consacré à la production et aux investissements et est membre des groupes des relations extérieures, du charbon et des contrats et de l'acier, des transports et des fusions.

### Retraite et fin de vie

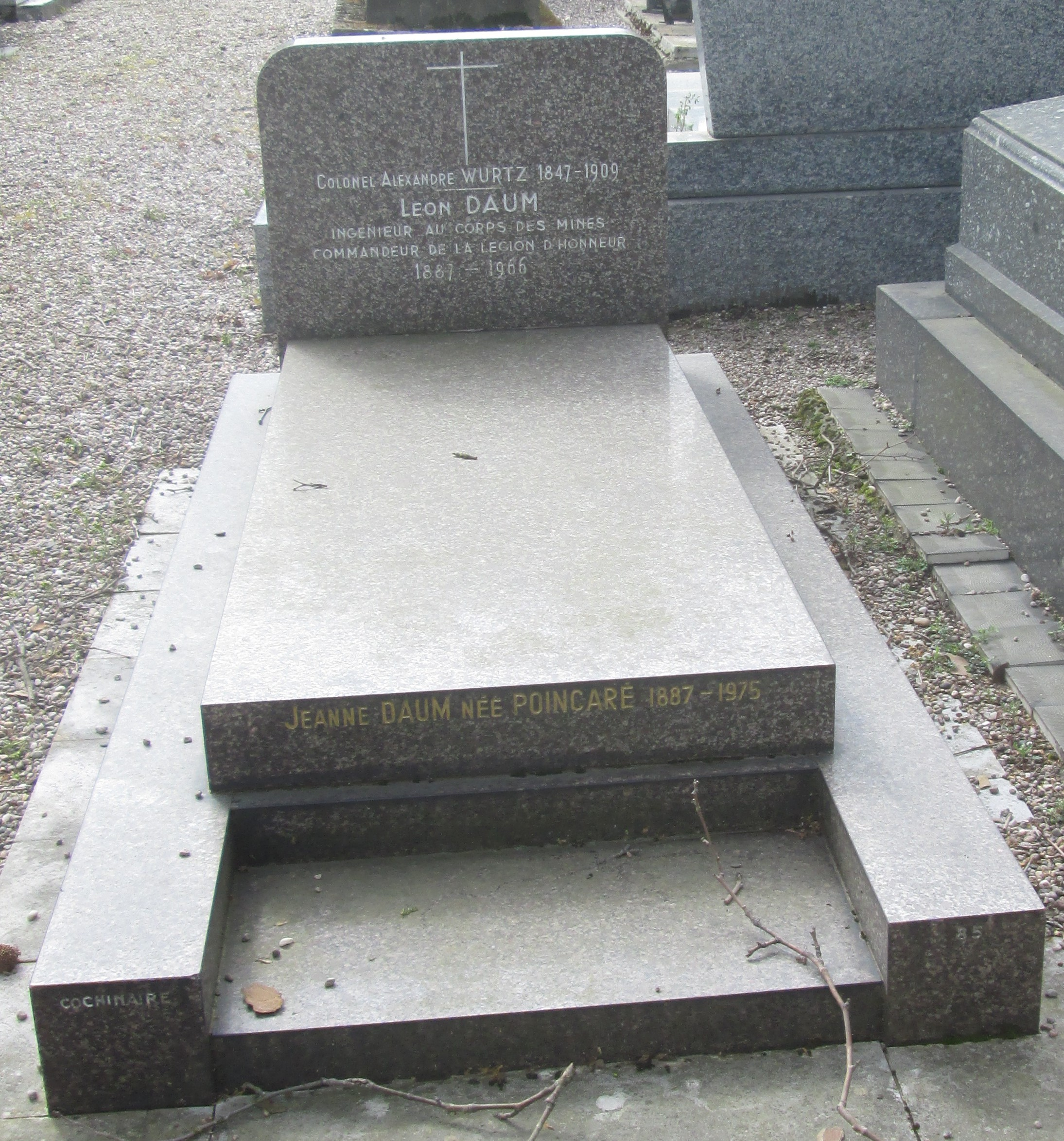
Tombe de Léon Daum et Jeanne Poincaré au cimetière du Sud à Nancy

Léon Daum promeut l'usage de l'espéranto et cela devient l'une de ses principales activités après sa retraite en 1959. Il meurt à Paris le 28 mai 1966, et est enterré à Nancy près de son épouse Jeanne Poincaré.

## Prix et distinctions
Léon Daum a été élevé en 1952 à la dignité de Commandeur de la Légion d'honneur.